# Guldbagge 2007
La 42ª edizione del Premio Guldbagge si è svolta a Stoccolma il 22 gennaio 2007. 

## Vincitori
Vengono di seguito indicati in grassetto i vincitori. Ove ricorrente e disponibile, viene indicato il titolo in lingua italiana e quello in lingua originale tra parentesi.
Miglior film
- Förortsungar, regia di Catti Edfeldt e Ylva Gustavsson
  - Falkenberg Farewell (Farväl Falkenberg), regia di Jesper Ganslandt
  - Storm, regia di Björn Stein e Måns Mårlind

Miglior regista
- Catti Edfeldt e Ylva Gustavsson - Förortsungar
  - Jesper Ganslandt- Falkenberg Farewell (Farväl Falkenberg)
  - Anders Nilsson - Racconti da Stoccolma (När mörkret faller)

Miglior attrice
- Haddy Jallow - Säg att du älskar mig
  - Oldoz Javidi- Racconti da Stoccolma (När mörkret faller)
  - Amanda Ooms - Searching

Miglior attore
- Gustaf Skarsgård - Förortsungar
  - Jonas Karlsson - Offside
  - Anastasios Soulis - Underbara älskade

Miglior attrice non protagonista
- Lia Boysen - Sök
  - Lena Endre - Göta kanal 2 – Kanalkampen
  - Lena Nyman - Att göra en pudel

Miglior attore non protagonista
- Anders Ahlbom - Wallander
  - Peter Engman - Racconti da Stoccolma (När mörkret faller)
  - David Johnson - Falkenberg Farewell

Migliore sceneggiatura
- Hans Renhäll e Ylva Gustavsson - Förortsungar
  - Fredrik Wenzel e Jesper Ganslandt - Falkenberg Farewell (Farväl Falkenberg)
  - Anders Nilsson e Joakim Hansson - Racconti da Stoccolma (När mörkret faller)

Migliore fotografia
- Linus Sandgren - Storm
  - Peter Gerdehag - Hästmannen
  - Crille Forsberg- Om Gud vill

Miglior film straniero
- Le vite degli altri (Das Leben der Anderen), regia di Florian Henckel von Donnersmarck
  - Volver - Tornare (Volver), regia di Pedro Almodóvar
  - Babel, regia di Alejandro González Iñárritu

Premio Ingmar Bergman
- Angela Kovacs

Premio Guldbagge onorario
- Nils Petter Sundgren